# IC 4108
IC 4108 је спирална галаксија у сазвјежђу Ловачки пси која се налази на листи објеката дубоког неба у Индекс каталогу.
Деклинација објекта је + 38° 28' 44" а ректасцензија 13h 2m 31,5s. Привидна величина (магнитуда) објекта IC 4108 износи 14,8 а фотографска магнитуда 15,6. IC 4108 је још познат и под ознакама MCG 7-27-20, NPM1G +38.0272, PGC 45005.